# Khalid (cantante)
Khalid Donnel Robinson (Fort Stewart, Georgia; 11 de febrero de 1998), conocido simplemente como Khalid, es un cantante, compositor estadounidense. Tiene contrato con Right Hand Music Group y RCA Records. Es más conocido por su sencillo debut «Location», que alcanzó el número 16 en la lista Billboard Hot 100 y fue certificado cuatro veces platino en Estados Unidos. Su álbum debut salió a la venta el 3 de marzo de 2017. Ha colaborado con artistas como Shawn Mendes, Marshmello, J Balvin, Imagine Dragons, Rae Sremmurd, Martin Garrix, Billie Eilish, Lorde y Normani.

## Biografía
Khalid Robinson nació el 11 de febrero de 1998 en Fort Stewart, Georgia. Pasó su infancia en distintos lugares de Estados Unidos, y 6 años en Heidelberg, Alemania debido a que su madre Linda trabajaba como militar. Su madre más tarde recibiría una oferta para cantar con la Banda del Ejército de los Estados Unidos. Su madre sacrificó muchas oportunidades en su carrera musical para criarlo. En la secundaria estudió canto y teatro musical. Antes de terminar el instituto se mudaron a El Paso, Texas, donde él aseguró que por fin, después de tantos lugares, se sintió como en casa. El 13 de septiembre del 2018 el alcalde de El Paso le entregó la llave de la ciudad.

## Carrera musical
Khalid comenzó a crear música cuando estaba en el instituto, subiendo algunos de estos primeros trabajos a SoundCloud. En abril de 2016 publicó su sencillo «Location» que posteriormente alcanzaría una gran fama. En julio de 2016 alcanzó el puesto número 2 en la Billboard Twitter Emerging Artists chart. Su sencillo «Location» terminó el año 2016 en el puesto número 20 de la Billboard R&B/HIP-HOP Airplay Chart. Antes de publicar su álbum, en 2016 sacó 3 sencillos promocionales («Let´s go», «Hopeless», «Reasons») también colaboró con la cantante Normani para el sencillo de la película "Love, Simón" llamado: Love Lies; también colaboró con Billie Ellish su tema "Lovely". Y recientemente saco un tema con Martin Garrix llamado "Ocean" que ha alcanzado el raiting popular y esta en la lista de más escuchadas en Billboard.
A principios de año realizó una gira llamada "Location Tour" en la que pasó por más de 20 ciudades incluyendo su ciudad, El Paso en Texas donde actuó delante de más de 1500 personas.
El 3 de marzo de 2017 publicó su primer álbum de estudio titulado American Teen que llegó al puesto 4 en el ranking de álbumes estadounidense, el cual alcanzó un gran éxito y se posicionó en cuarto lugar en la Billboard 200. El álbum está claramente influenciado por su etapa en el instituto que pasó en Estados Unidos después de llegar de Alemania como indica el nombre del álbum. Sus letras tratan temas como el amor o la juventud. Las canciones más exitosas del álbum fueron «Young Dumb & Broke», «Saved» y «8teen». American Teen en general recibió críticas muy positivas y fue nominado a los premios Grammy en la categoría de Mejor Álbum Urbano Contemporáneo. Dicho álbum ha sido certificado como platino por la RIAA por la venta de más de 1.000.000 de copias entre ventas físicas, digitales y equivalencia de ventas en plataformas de música en streaming.
Durante el año 2017 Khalid colaboró con Artistas como Calvin Harris y Future en la canción «Rollin», junto a Logic y Alessia Cara en la canción «1-800-273-8255», que fue nominada a los Premios Grammy como Canción del Año. También colaboró con el DJ Marshmello en la canción «Silence» que alcanzó una gran popularidad. A final de año ganó en los MTV Video Music Awards la categoría de Mejor Artista Nuevo de 2017. En este año 2018 Khalid ya había colaborado con Shawn Mendes en la canción «Youth» y participado en el remix de la canción de Lorde "Homemade Dynamite" junto a la propia artista, SZA y Post Malone.
En mayo de 2018, escribió "Youth" en colaboración con el artista canadiense Shawn Mendes. La canción apareció en el álbum homónimo de Mendes y contiene referencias al clima social y político de ese momento. Colaboró con Billie Eilish en la canción "Lovely". En julio de 2018, apareció junto a Halsey en el sencillo debut de Benny Blanco "Eastside". En octubre de 2018, Khalid lanzó un EP, Suncity, el 19 de octubre de 2018, a través de RCA Records. Su segundo álbum de estudio Free Spirit fue lanzado el 5 de abril de 2019.
En 2024 publicó "Sincere", compuesto por 16 canciones y del que también lanzó el video musical para su nuevo sencillo, "Heatstroke", dirigido por Levi Turner. 

## Discografía

### Álbumes de estudio
- American Teen (2017)[14]
- Free Spirit (2019)
- Scenic Drive (The Tape) (2021)
- Sincere (2024)

## Giras musicales
- The Location Tour (2017)
- The American Teen Tour (2017)
- Free spirit Tour (2019)